# Velvet Assassin
Velvet Assassin je nezávislá stealth videohra vydaná v roce 2009, vyvinutá ještě toho roku zaniklým vývojářským celkem Replay Studios pod záštitou vydavatelství SouthPeak Games.   
Kampaň Velvet Assassin je pozoruhodná v mnoha aspektech (neobvyklým žánrovým zaměřením, prostoročasovým zasazením nebo třeba vizuálním provedením v surrealistickém nádechu), jmenovitě je však zcela ojedinělá v jednom atributu, který je pro videohry s reáliemi druhé světové války velmi atypický - a to sice v tom, že ústředním charakterem je žena. 
Hráč se ocitá v kůži tajemné, oslnivě krásné špionky a špičkové tajné agentky SOE, Violette Summerové, jejíž funkcí je provádět utajované úlohy a vést nekonvenční boj hluboko na nepřátelském území pouze sama na vlastní pěst. Hlavní hrdinka byla navíc inspirována a ztvárněna podle skutečné francouzsko-britské špionky, Violette Szabóové. 
Hra sestává z celkem dvanácti úrovní, které se udávají v rámci pěti Violettiných misí na území Francie, Polska a Německa během roku 1943. Primárními hratelnostními prvky je tajnost a tichý boj. V praxi je tedy cíleno, aby se Violette nenápadně pohybovala lokacemi a tiše asasinovala o ní nic netušící nepřátele. V úrovních je možné plnit tajné úkoly a nalézat sběratelské předměty pro zisk zkušenostních bodů.